# Atrophaneura
Genre
Le genre Atrophaneura regroupe des lépidoptères (papillons) appartenant à la famille des Papilionidae, à la sous-famille des Papilioninae, à la tribu des Troidini.
Ce sont de très grands papillons qui vivent dans le sud de l'Asie et en Océanie.

## Espèce type
- Atrophaneura erythrosoma (Reakirt, 1864/5)

## Synonymie
- Polydorus (Swainson, 1833)
- Pachliopta (Reakirt, 1865)
- Byasa (Moore, 1882)
- Pangerana (Moore, 1886)
- Panosmia (Wood-Mason & de Nicéville, 1886)
- Tros (Kirby, 1896)
- Karanga (Moore, 1902)
- Losaria (Moore, 1902)
- Balignina (Moore, 1902)

## Liste des espèces

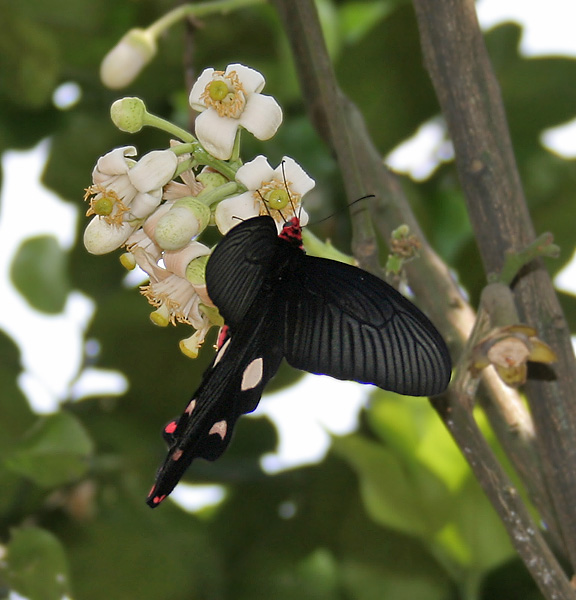
Atrophaneura dasarada

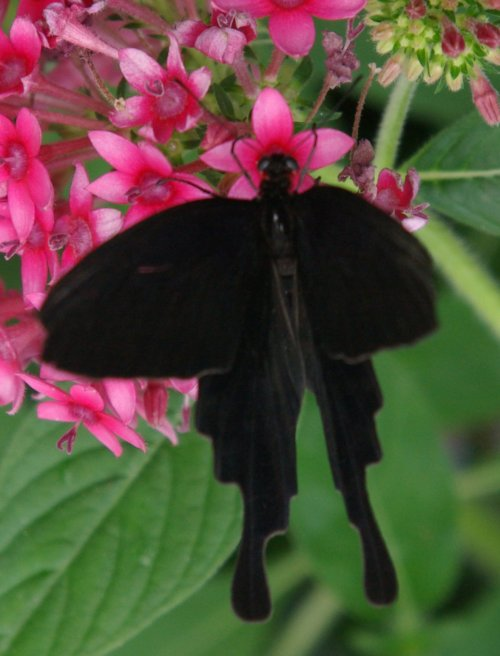
Atrophaneura kotzebuea

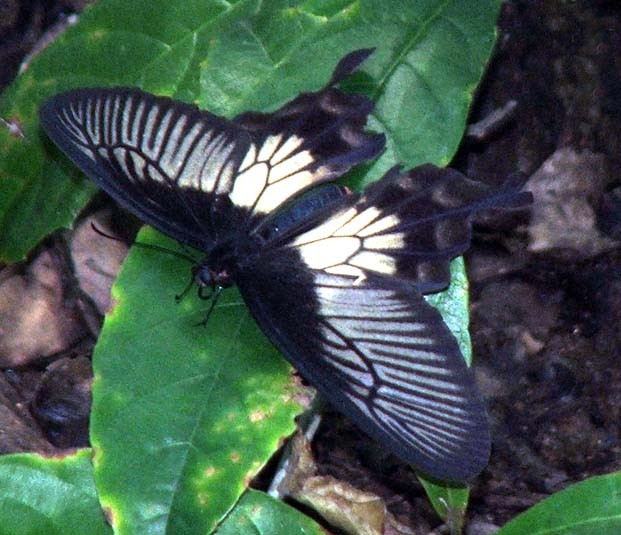
Atrophaneura pandiyana

Liste alphabétique dans chaque groupe :
Groupe du latreillei
- Atrophaneura adamsoni (Grose-Smith, 1886)
- Atrophaneura alcinous (Klug, 1836)
- Atrophaneura crassipes (Oberthür, 1893
- Atrophaneura dasarada (Moore, 1857)
- Atrophaneura hedistus (Jordan, 1928)
- Atrophaneura impediens (Rothschild, 1895)
- Atrophaneura laos Riley & Godfrey, 1921
- Atrophaneura latreillei (Donovan, 1826
- Atrophaneura mencius (C. & R. Felder, 1862)
- Atrophaneura nevilli (Wood-Mason, 1882)
- Atrophaneura plutonius (Oberthür, 1876)
- Atrophaneura polla (de Nicéville, 1897
- Atrophaneura polyeuctes (Doubleday, 1842)
- Atrophaneura rhadinus Jordan

Groupe du nox
- Atrophaneura aidoneus (Doubleday, 1845)
- Atrophaneura dixoni (Grose-Smith, 1900)
- Atrophaneura horishanus (Matsumura, 1910)
- Atrophaneura kuehni (Honrath, 1886)
- Atrophaneura luchti (Roepke, 1935)
- Atrophaneura nox (Swainson, 1822)
- Atrophaneura priapus (Boisduval, 1836)
- Atrophaneura semperi (C. & R. Felder, 1861)
- Atrophaneura sycorax (Grose-Smith, 1885)
- Atrophaneura varuna (White, 1842)
- Atrophaneura zaleucus (Hewitson, [1865])

Groupe du coon
- Atrophaneura coon (Fabricius, 1793)
- Atrophaneura palu (Martin, 1912)
- Atrophaneura rhodifer (Butler, 1876)
- Atrophaneura neptunus (Guérin-Méneville, 1840)

Groupe du pachliopta
- Atrophaneura aristolochiae (Fabricius, 1775)
- Atrophaneura antiphus (Fabricius, 1793)
- Atrophaneura atropos (Staudinger, 1888)
- Atrophaneura hector (Linnaeus, 1758)
- Atrophaneura jophon (Gray, [1853])
- Atrophaneura kotzebuea (Eschscholtz, 1821)
- Atrophaneura leytensis (Murayama, 1978)
- Atrophaneura liris (Godart, 1819)
- Atrophaneura mariae (Semper, 1878)
- Atrophaneura oreon (Doherty, 1891)
- Atrophaneura pandiyana (Moore, 1881)
- Atrophaneura phlegon (C. & R. Felder, 1864)
- Atrophaneura polydorus (Linnaeus, 1763)
- Atrophaneura polyphontes (Boisduval, 1836)
- Atrophaneura schadenbergi (Semper, 1891)

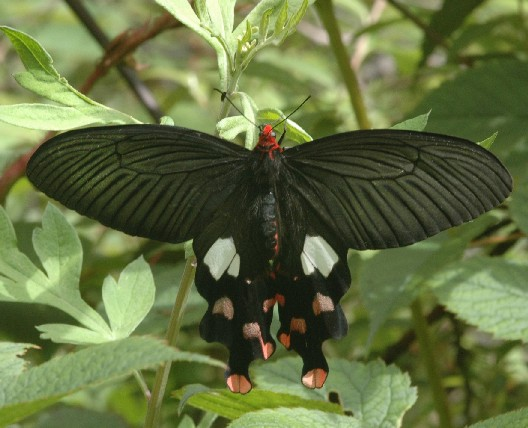
Atrophaneura polyeuctes

- Atrophaneura strandi (Bryk, 1930)